# Списак спајања и припајања компаније Apple
Епл је америчка међународна корпорација која дизајнира и производи потрошачке електронске и софтверске производе. Основана је у Купертину, Калифорнији, 1. априла, 1976. од стране Стив Џобса, Стив Вознијака, и Роналда Вејна, а регистрована је 3. јануара 1977. Хардверски производи компаније укључују Макинтош линију персоналних рачунара, Ајпод линију преносивих медија плејера, Ајпад линију таблета, и Ајфон линију мобилних телефона. Еплови софтверски производи укључују оперативни систем OS X, Ајтјунс медиа претраживач, као и Ајлајф пакет мултимедије и стваралаштва софтвера. Од фебруара 2016, Епл је јавно показао да у свом власништву има 70 предузећа која је спојио аквизицијама и спајањима. Стварни број аквизиција је вероватно већи него што је Епл открио већину својих аквизиција, откривених од стране часописа. Епл је такође купио удео у две компаније, и ткаође направио два спајања. Епл није објавио финансијске детаље за већину својих спајања и аквизиција.
Пословна филозофија Епла је преузимање малих компанија које се могу лако интегрисати у постојеће пројекте компаније. На пример, Епл је преузео Emagic и његов професионални музички софтвер, Logic Pro, 2002. Ова аквизиција је регистрована у стварању дигиталне аудио станице софтвера GarageBand, сада део Ајлајф софтверског пакета.
Компанија је своју прву аквизицију направила 2. марта 1988. године, са куповином Network Innovations. У своја два спајања, од којих су оба током 1990-их, делови компаније су продати другим компанијама. 2013. Епл је стекао тринаест предузећа више него што је стекао до тада у било којој другој години. Највећа аквизиција Епла је Beats Electronics у августу 2014. године за US$3 милијарди. Од компаније које је Епл стекао, 49 су били стациониране у САД.

## Аквизиције
| Број | Датум               | Компанија                      | Бизнис                                                | Земља            | Вредност (USD)   | Референце            | Настали производи / услуге        |
| ---- | ------------------- | ------------------------------ | ----------------------------------------------------- | ---------------- | ---------------- | -------------------- | --------------------------------- |
| 1    | 2. март 1988.       | Network Innovations            | Софтвер                                               | Сједињене Државе |                  | [ 6 ]                | —                                 |
| 2    | 7. јун 1988.        | Orion Network Systems          | Системи комуникације преко сателита                   | Сједињене Државе | —                | [ 7 ]                | —                                 |
| 3    | 27. јун 1988.       | Styleware                      | Рачунарски софтвер                                    | Сједињене Државе | —                | [ 8 ]                | AppleWorks GS                     |
| 4    | 11. јул 1988.       | Nashoba Systems                | Рачунарски софтвер                                    | Сједињене Државе | —                | [ 9 ]                | FileMaker                         |
| 5    | 3. јануар 1989.     | Coral Software                 | Рачунарски софтвер                                    | Сједињене Државе | —                | [ 10 ]               | —                                 |
| 6    | 7. фебруар 1997.    | NeXT                           | Услуге рачунарског програмирања                       | Сједињене Државе | US$404.000.000   | [ 11 ]               | OS X, iOS                         |
| 7    | 2. септембар 1997.  | Power Computing Corporation    | Клонови рачунара                                      | Сједињене Државе | US$110.000.000   | [ 12 ] [ 13 ]        | —                                 |
| 8    | 8. јануар 1999.     | Xemplar Education              | Софтвер                                               | УК               | US$4.926.000     | [ 14 ]               | —                                 |
| 9    | 3. новембар 1999.   | Raycer Graphics                | Графички чипови за рачунар                            | Сједињене Државе | US$15.000.000    | [ 15 ]               | —                                 |
| 10   | 7. јануар 2000.     | NetSelector                    | Интернет софтвер                                      | Сједињене Државе | —                | [ 16 ]               | —                                 |
| 11   | 11. април 2000.     | Astarte-DVD Authoring Software | Софтвер                                               | Немачка          | —                | [ 17 ]               | DVD Studio Pro                    |
| 12   | 2000. (Q4)          | SoundJam MP                    | Софтвер                                               | Сједињене Државе | —                | [ 18 ]               | iTunes                            |
| 13   | 2001.               | Bluefish Labs                  | Продуктивни софтвер                                   | Сједињене Државе | —                | [ 19 ]               | iWork                             |
| 14   | 11. мај 2001.       | bluebuzz                       | Интернет провајдер (ISP)                              | Сједињене Државе | —                | [ 20 ]               | —                                 |
| 15   | 9. јул 2001.        | Spruce Technologies            | Графички софтвер                                      | Сједињене Државе | US$14.900.000    | [ 21 ] [ 22 ]        | DVD Studio Pro                    |
| 16   | 31. децембар 2001.  | PowerSchool                    | Услуге система онлајн информисања                     | Сједињене Државе | US$66.100.000    | [ 22 ] [ 23 ]        | PowerSchool                       |
| 17   | 1. фебруар 2002.    | Nothing Real                   | Софтвер специјалних ефеката                           | Сједињене Државе | US$15.000.000    | [ 22 ] [ 24 ]        | Shake                             |
| 18   | 4. април 2002.      | Zayante                        | FireWire чипови и софтвер                             | Сједињене Државе | US$13.000.000    | [ 25 ] [ 26 ] [ 27 ] | FireWire                          |
| 19   | 11. јун 2002.       | Silicon Grail Corp-Chalice     | Софтвер дигиталних ефеката                            | Сједињене Државе | US$20.000.000    | [ 26 ] [ 28 ]        | Motion                            |
| 20   | 20. јун 2002.       | Propel Software                | Софтвер                                               | Сједињене Државе | —                | [ 29 ]               | —                                 |
| 21   | 21. јун 2002.       | Prismo Graphics                | Софтвер специјалних ефеката титловања за филм и видео | Сједињене Државе | US$20.000.000    | [ 26 ] [ 30 ]        | LiveType (Final Cut Studio)       |
| 22   | 1. јул 2002.        | Emagic                         | Софтвер музичке продукције                            | Немачка          | US$30.000.000    | [ 22 ] [ 31 ]        | Logic Pro, GarageBand             |
| 23   | март 2005.          | Schemasoft                     | Софтвер                                               | Канада           | —                | [ 32 ]               | iWork                             |
| 24   | април 2005.         | FingerWorks                    | Препознавање покрета                                  | Сједињене Државе | —                | [ 33 ] [ 34 ]        | iOS                               |
| 25   | 16. октобар 2006.   | Silicon Color                  | Софтвер                                               | Сједињене Државе | —                | [ 35 ]               | Color (Final Cut Studio)          |
| 26   | 4. децембар 2006.   | Proximity                      | Софтвер                                               | Аустралија       | —                | [ 36 ]               | Final Cut Server                  |
| 27   | 24. април 2008.     | P.A. Semi                      | Полупроводници                                        | Сједињене Државе | US$278.000.000   | [ 37 ]               | Apple SOC                         |
| 28   | 7. јул 2009.        | Placebase                      | Мапе                                                  | Сједињене Државе | —                | [ 38 ]               | Maps                              |
| 29   | 6. децембар 2009.   | Lala.com                       | Пренос музике                                         | Сједињене Државе | US$17.000.000    | [ 39 ]               | iCloud, iTunes Match              |
| 30   | 5. јануар 2010.     | Quattro Wireless               | Рекламирање на мобилном телефону                      | Сједињене Државе | US$275.000.000   | [ 40 ]               | iAd                               |
| 31   | 27. април 2010.     | Intrinsity                     | Полупроводници                                        | Сједињене Државе | US$121.000.000   | [ 41 ]               | Apple SOC                         |
| 32   | 27. април 2010.     | Siri                           | Софтвер управљања гласом                              | Сједињене Државе | —                | [ 42 ]               | Siri                              |
| 33   | 14. јул 2010.       | Poly9                          | Мапирање базирано на Вебу                             | Канада           | —                | [ 43 ]               | Maps                              |
| 34   | 20. септембар 2010. | Polar Rose                     | Препознавање лица                                     | ШВЕ              | US$29.000.000    | [ 44 ]               | iOS                               |
| 35   | 14. септембар 2010. | IMSense                        | Високо динамичке фотографије (ХДР)                    | УК               | —                | [ 45 ]               | iOS                               |
| 36   | 1. август 2011.     | C3 Technologies                | 3D мапирање                                           | ШВЕ              | US$267.000.000   | [ 46 ]               | Maps                              |
| 37   | 20. децембар 2011.  | Anobit                         | Флеш меморија                                         | Израел           | US$390.000.000   | [ 47 ]               | iPod, iPhone, iPad                |
| 38   | 23. фебруар 2012.   | Chomp                          | Претраживач апликација                                | Сједињене Државе | US$50.000.000    | [ 48 ]               | App Store                         |
| 39   | 2. јун 2012.        | Redmatica                      | Аудио                                                 | Италија          | —                | [ 49 ]               | Logic Pro                         |
| 40   | 27. јул 2012.       | AuthenTec                      | Производе за заштиту мобилних и PC уређаја            | Сједињене Државе | US$356.000.000   | [ 50 ]               | Touch ID                          |
| 41   | 27. септембар 2012. | Particle                       | HTML5 фирма Веб апликација                            | Сједињене Државе | —                | [ 51 ]               | iCloud, iAd                       |
| 42   | 2013.               | Novauris Technologies          | Препознавање говора                                   | УК               | —                | [ 52 ] [ 53 ]        | Siri                              |
| 43   | 2013.               | OttoCat                        | Претраживач Веба                                      | Сједињене Државе | —                | [ 54 ]               | App Store                         |
| 44   | 23. март 2013.      | WiFiSlam                       | Локација у затвореном простору                        | Сједињене Државе | US$20.000.000    | [ 55 ]               | Maps                              |
| 45   | 19. јул 2013.       | Locationary                    | Мапе                                                  | Канада           | —                | [ 56 ]               | Maps                              |
| 46   | 19. јул 2013.       | HopStop.com                    | Мапе                                                  | Сједињене Државе | —                | [ 57 ]               | Maps                              |
| 47   | 1. август 2013.     | Passif Semiconductor           | Полупроводници                                        | Сједињене Државе | —                | [ 58 ]               | Apple SOC                         |
| 48   | 13. август 2013.    | Matcha                         | Медији открића апликација                             | Сједињене Државе | —                | [ 59 ]               | —                                 |
| 49   | 22. август 2013.    | Embark                         | Мапе                                                  | Сједињене Државе | —                | [ 60 ]               | Maps                              |
| 50   | 28. август 2013.    | AlgoTrim                       | Компресија података                                   | ШВЕ              | —                | [ 61 ]               | —                                 |
| 51   | 3. октобар 2013.    | Cue                            | Персонални асистент                                   | Сједињене Државе | US$50.000.000    | [ 62 ]               | —                                 |
| 52   | 24. новембар 2013.  | PrimeSense                     | Полупроводници                                        | Израел           | US$345.000.000   | [ 63 ]               | —                                 |
| 53   | 2. децембар 2013.   | Topsy                          | Аналитика                                             | Сједињене Државе | US$200.000.000   | [ 64 ]               | —                                 |
| 54   | 23. децембар 2013.  | BroadMap                       | Мапе                                                  | Сједињене Државе | —                | [ 65 ]               | Maps                              |
| 55   | 23. децембар 2013.  | Catch.com                      | Софтвер                                               | Сједињене Државе | —                | [ 65 ]               | —                                 |
| xx   | децембар 2013.      | Acunu                          | Аналитика базе података                               | Сједињене Државе | —                | [ 66 ]               | —                                 |
| 56   | 4. јануар 2014.     | SnappyLabs                     | Софтвер фотографије                                   | Сједињене Државе | —                | [ 67 ]               | Camera                            |
| 57   | 21. фебруар 2014.   | Burstly                        | Софтвер                                               | Сједињене Државе | —                | [ 68 ]               | App Testing and Distribution      |
| 58   | 2. мај 2014.        | LuxVue Technology              | микро-LED дисплеј                                     | Сједињене Државе | —                | [ 69 ]               | —                                 |
| 59   | 6. јун 2014.        | Spotsetter                     | Претраживач за друштвене мреже                        | Сједињене Државе | —                | [ 70 ]               | Maps                              |
| 60   | 29. јун 2014.       | Swell                          | Пренос музике                                         | Сједињене Државе | US$30.000.000    | [ 71 ]               | iTunes                            |
| 61   | 29. јун 2014.       | BookLamp                       | Софтвер                                               | Сједињене Државе | —                | [ 72 ]               | iBooks                            |
| 62   | 1. август 2014.     | Beats Electronics              | Слушалице, пренос музике (Beats Music)                | Сједињене Државе | US$3.000.000.000 | [ 5 ]                | iPhone, iTunes                    |
| 63   | 23. септембар 2014. | Prss                           | Дигитални часопис                                     | Холандија        | —                | [ 73 ]               | —                                 |
| 64   | 2014.               | Dryft                          | Апликација за тастатуру                               | Сједињене Државе | —                | [ 74 ]               | —                                 |
| 65   | јануар 2015.        | Camel Audio                    | Аудио                                                 | УК               | —                | [ 75 ]               | Logic Pro                         |
| 66   | 21. јануар 2015.    | Semetric                       | Аналитика музике                                      | УК               | US$50,000,000    | [ 76 ] [ 77 ]        | iTunes Radio, Beats Music         |
| 67   | 24. март 2015.      | FoundationDB                   | База података                                         | Сједињене Државе | —                | [ 78 ]               | iCloud                            |
| 68   | 14. април 2015.     | LinX                           | Фотоапарат                                            | Израел           | US$20,000,000    | [ 79 ]               | iPod, iPhone, iPad                |
| 69   | април 2015.         | Coherent Navigation            | Мапе                                                  | Сједињене Државе | —                | [ 80 ]               | Maps                              |
| 70   | мај 2015.           | Metaio                         | Повећана реалност                                     | Немачка          | —                | [ 81 ]               | —                                 |
| 71   | септембар 2015.     | Mapsense                       | Визуелизација мапирања и сакупљање података           | Сједињене Државе | —                | [ 82 ]               | Maps                              |
| 72   | септембар 2015.     | VocalIQ                        | Фирма говорне технологије                             | УК               | —                | [ 83 ]               | Siri                              |
| 73   | септембар 2015.     | Perceptio                      | Машинско учење, препознавање слика                    |                  | —                | [ 84 ]               |                                   |
| 74   | новембар 2015.      | Faceshift                      | Хватање кретања                                       | ШВА              | —                | [ 85 ] [ 86 ]        |                                   |
| 75   | новембар 2015.      | LegbaCore                      | Безбедност компанија                                  | Сједињене Државе | —                | [ 87 ]               |                                   |
| 76   | 7. јануар 2016.     | Emotient                       | Систем препознавања лица                              | Сједињене Државе | —                | [ 88 ] [ 89 ]        | IPhone, iPad, iPod, Mac computers |
| 77   | 28. јануар 2016.    | LearnSprout                    | Едукациони софтер                                     | Сједињене Државе | —                | [ 90 ]               | —                                 |
| 78   | 29. јануар 2016.    | Flyby Media                    | Софтвер повећане реалности                            | Сједињене Државе | —                | [ 91 ] [ 91 ]        | IPhone, iPod, iPad                |

## Учешћа
| Датум              | Компанија                | Бизнис           | Земља            | Вредност (USD) | Референце            |
| ------------------ | ------------------------ | ---------------- | ---------------- | -------------- | -------------------- |
| 1. јун 1999.       | Akamai Technologies      | Интернет хостинг | Сједињене Државе | US$12.500.000  | [ 92 ]               |
| 18. децембар 2008. | Imagination Technologies | Дизајн чипова    | УК               | US$4.700.000   | [ 93 ] [ 94 ] [ 95 ] |

## Припајања
| Датум           | Стицалац                   | Циљна компанија    | Циљни бизнис         | Земља стицаоца/националност | Вредност (USD) | Референце |
| --------------- | -------------------------- | ------------------ | -------------------- | --------------------------- | -------------- | --------- |
| 22. април 1992. | Misys Computer Maintenance | Sign Express Group | Активности одржавања | УК                          | US$705.000     | [ 96 ]    |
| 31. мај 1996.   | SCI Systems                | Apple Computer     | Рачунари             | Сједињене Државе            | —              | [ 97 ]    |